# 维克弗斯特大学法学院
维克弗斯特大学法学院，或译为威克森林大学法学院（Wake Forest University School of Law）是一所自1894年起在美国北卡罗莱纳州温斯顿-塞勒姆创设的法学院，附属于维克弗斯特大学。
该学院在《美国新闻与世界报道》的法学院排名里被评为第36名。
该校一年级学生一般在150人左右，25%到75%的学生 GPA 在 3.26 到 3.71， LSAT 分数在 160 到 164 之间。

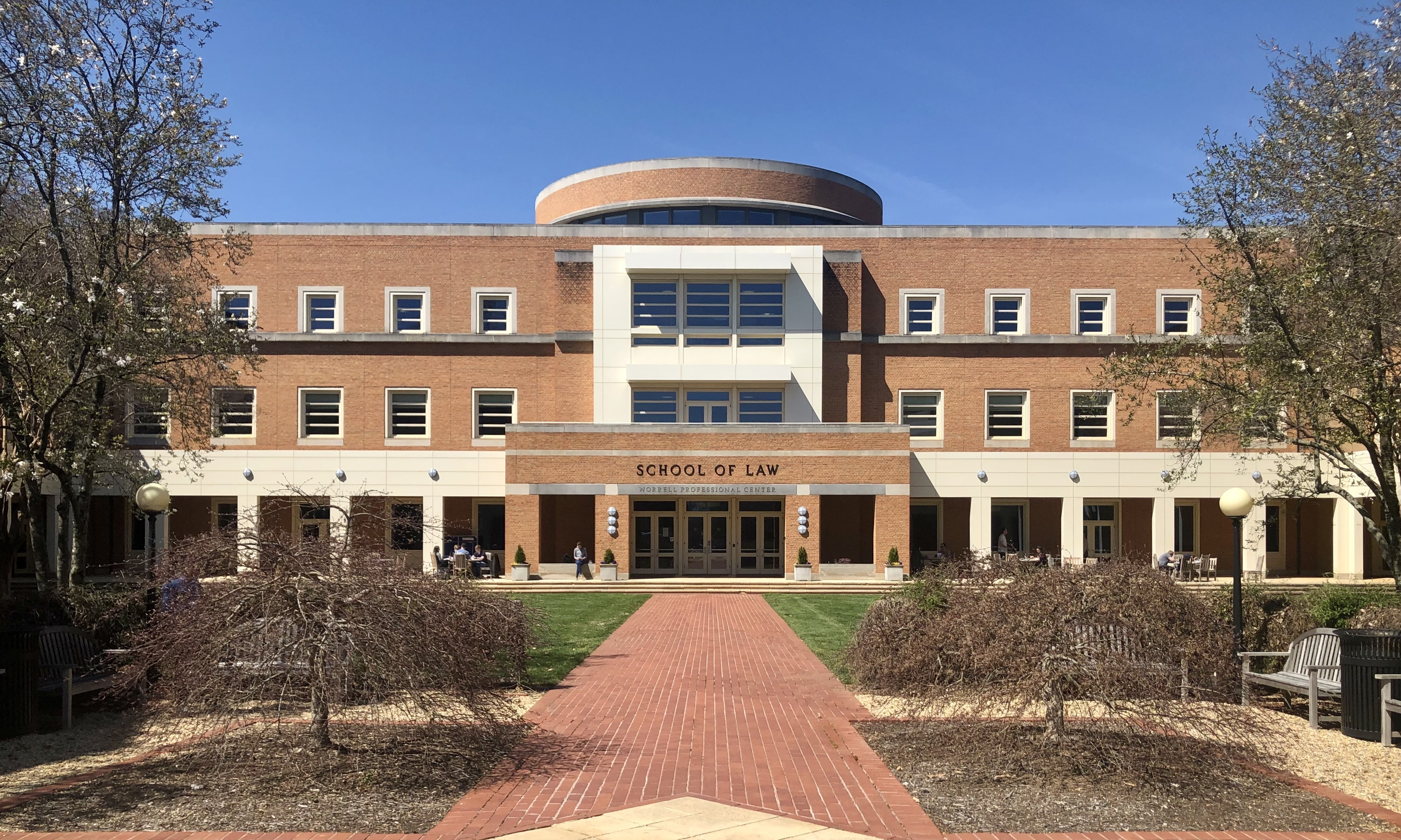
法学院大楼